# Алябьево (Сумская область)
Алябьево (укр. Аляб'єве) — село, Бобинский сельский совет, Путивльский район, Сумская область, Украина.
Население по данным 1986 года составляло 10 человек.
Село ликвидировано в 1988 году.

## Географическое положение
Село Алябьево находится на расстоянии до 1,5 км от сёл Плаховка, Почепцы и посёлок Новослободское.
Через село проходит автомобильная дорога Т-1908.

## История
- 1988 — село ликвидировано[1].